# NGC 5209
NGC 5209 (другие обозначения — UGC 8522, MCG 1-35-2, ZWG 45.9, NPM1G +07.0328, PGC 47654) — эллиптическая галактика (E) в созвездии Дева.
Этот объект входит в число перечисленных в оригинальной редакции «Нового общего каталога».